# 南斯拉夫护照
南斯拉夫护照为南斯拉夫公民的国际旅行证件。在南斯拉夫社会主义联邦共和国时期，南斯拉夫护照是一个极为重要的证件，可以帮助持有人移民或在外国公司工作。由于南斯拉夫护照在冷战时期可以帮助持有人自由前往北约或华约国家，因此被誉为“世界上最方便的护照”。
在南斯拉夫的联邦制整体下，每个成员国都可以颁发不同样式的护照。例如，马其顿社会主义共和国颁发的护照上面印有马其顿语和法语，而没有塞尔维亚-克罗地亚语。而科索沃社会主义自治省发行的护照上面则印有阿尔巴尼亚语、法语以及塞尔维亚-克罗地亚语这三种语言。

## 图片

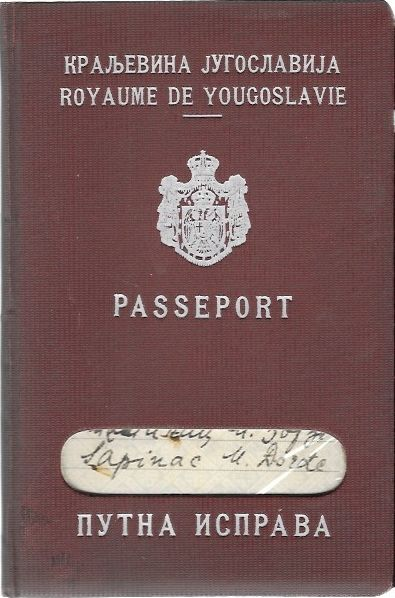
南斯拉夫王国护照
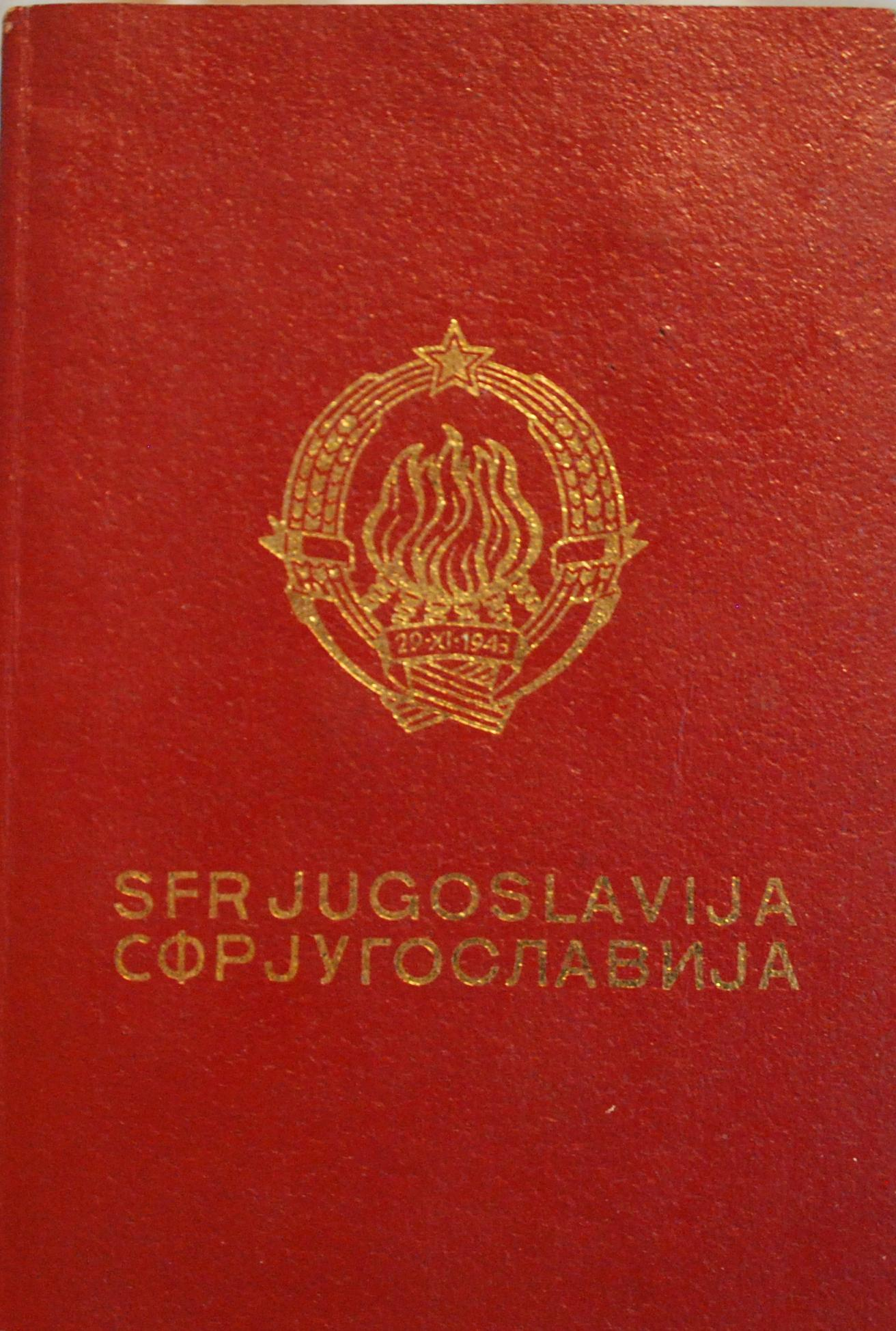
南斯拉夫社会主义联邦共和国护照
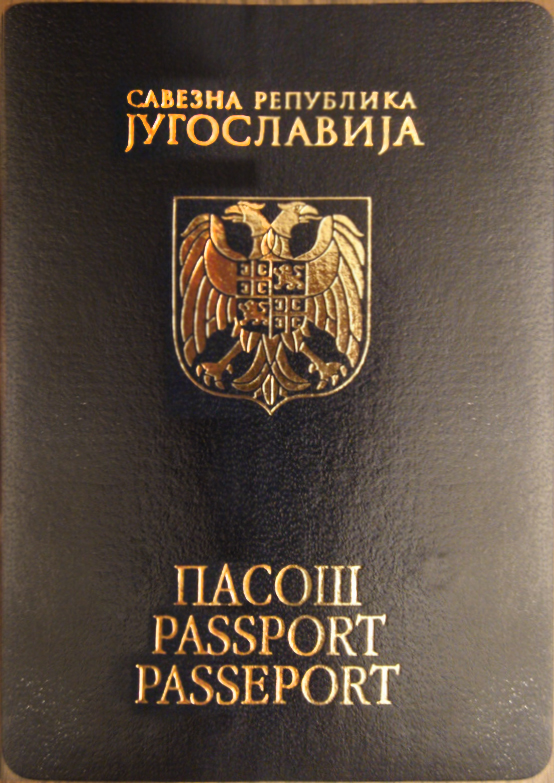
南斯拉夫联盟共和国护照